# Sage Brocklebank
Sage Brocklebank est un acteur canadien, né le 14 janvier 1978 à Vancouver, en Colombie-Britannique (Canada). Il est surtout connu pour son rôle de l'officier de police Buzz McNab, dans la série télévisée Psych : Enquêteur malgré lui. Il a également fait une apparition dans l’épisode 16 de la saison 10 de la série télévisée Supernatural, dans le rôle d’un démon aux côtés de Crowley. 

## Biographie
Ses parents Brent et Judy Brocklebank vivent à Vancouver, Colombie-Britannique.
C'est un joueur professionnel de poker.

## Filmographie

### Cinéma

#### Films
- 2003 : The Delicate Art of Parking : le gros mec jeune (les scènes où il a participé ont été coupées au montage)
- 2005 : Edison (Edison Force) : un ami
- 2005 : Severed : Mills
- 2006 : Trahison au sommet (Connors' War) : Major
- 2007 : King Rising, au nom du roi (In the Name of the King: A Dungeon Siege Tale) : le soldat no 2
- 2009 : Alien Trespass : Stu
- 2010 : Comme chiens et chats : La Revanche de Kitty Galore (Cats and Dogs: The Revenge of Kitty Galore) : Park Patron

- 2014 : What an Idiot de Peter Benson : Brian[1]

#### Courts métrages
- 2006 : Moments : ?
- 2010 : Stupid Chainsaw Tricks : l'homme à la tronçonneuse
- 2012 : Fred and Ginger : Daryl

### Télévision

#### Téléfilms
- 2002 : La Reine des neiges (Snow Queen) : Handsome Helmut
- 2007 : Mon plus beau souhait (How I Married My High School Crush) : Brian Porterson
- 2011 : Le compte à rebours est déclenché (Earth's Final Hours) : le garde de la sécurité
- 2011 : Level Up : le garde de la sécurité
- 2012 : Duke : l'employé
- 2012 : Abducted: The Carlina White Story : l'officier de police
- 2012 : Marié avant Noël (A Bride for Christmas) : Mike
- 2017 : Psych: The Movie : Officier Buzz McNab
- 2020 : Psych 2: Lassie Come Home : Officier Buzz McNab
- 2021 : Psych 3: This Is Gus (en) : Officier Buzz McNab

#### Séries télévisées
- 2001-2002 : Edgemont : Sam (saison 2, épisode 6 / saison 3, épisode 4)
- 2002 : Point Plank : Tommy Gillette (1 épisode)
- 2003 : Rockpoint P.D. : la nouvelle recrue (saison 1, épisode 9)
- 2003 : Andromeda : le figurant no 2 (saison 4, épisode 8)
- 2005 : Les 4400 : Fireman (saison 2, épisode 7)
- 2006 : Smallville : James (saison 5, épisode 10)
- 2006 : Falcon Beach : Trent Carvallo (saison 1, épisode 4)
- 2006 : Stargate SG-1 : le technicien Rand Protectorate (saison 9, épisode 15)
- 2006-2014 : Psych : Enquêteur malgré lui : officier Buzz McNab
- 2009 : Riese : Mover (saison 1, épisode 2)
- 2011 : In the Flow with Affion Crockett : Simon Cowell (épisodes inconnus)
- 2011 : Sanctuary : le photographe de la presse canadienne (saison 4, épisode 4)
- 2012 : Once Upon a Time : Sir Gaston (saison 1, épisode 12)
- 2013 : Supernatural : Théo (saison 9, épisode 9)
- 2015 : Supernatural : Démon (saison 10, épisode 16)
- 2018 : Les Désastreuses Aventures des orphelins Baudelaire : le réceptionniste (saison 2, épisodes 3 et 4)
- 2021 : Legends of Tomorrow : Ross Bottoni (saison 7, épisodes 4)